# Испано-кельтские языки
Испано-кельтские языки — общее название для всех континентальных кельтских языков, которые существовали на территории Пиренейского полуострова в доримский период (то есть до вторжения римлян около 218 года до н. э. в ходе Второй пунической войны).

## Состав
В состав испано-кельтских обычно включаются следующие языки:
- кельтиберский язык (северо-восток Пиренейского полуострова). Длительное время этот язык рассматривался как общий для всех кельтских племён древней Испании[1]. На нём говорили кельтиберы, то есть кельты, попавшие под культурное влияние неиндоевропейского народа иберов. Это единственный из испано-кельтских языков, засвидетельствованный письменно.
- галлекский язык (народ галлеков на северо-западе Пиренейского полуострова (культура Кастро), конкретнее — между западным и северным побережьем Атлантики и воображаемой линией, соединяющей с севера на юг Овьедо и Мериду). Собственными эпиграфическими памятниками не засвидетельствован, однако имеется корпус латинских надписей с явно кельтскими лингвистическими элементами[1].
- предположительно существовали и другие бесписьменные языки, широко засвидетельствованные в доримской топонимике Испании (за исключением восточного и южного побережья).

## Языки, отнесение которых к испано-кельтским сомнительно
- лузитанский язык (некоторыми исследователями относится к подгруппе, родственной ранним италийским языкам[3], другими, точка зрения которых преобладает, рассматривается в качестве отдельной ветви в составе индоевропейских языков, занимающей промежуточное положение между кельтскими и италийскими диалектами; предполагается, что носители лузитанского праязыка проникли на Пиренейский полуостров до начала нескольких волн уже непосредственно кельтских миграций).
- тартессийский язык, существовавший на юге Испании и Португалии, некоторыми исследователями рассматривается как кельтский[1][4][5], однако большинство [источник не указан 4225 дней] считает его доиндоевропейским.

## Эпиграфика

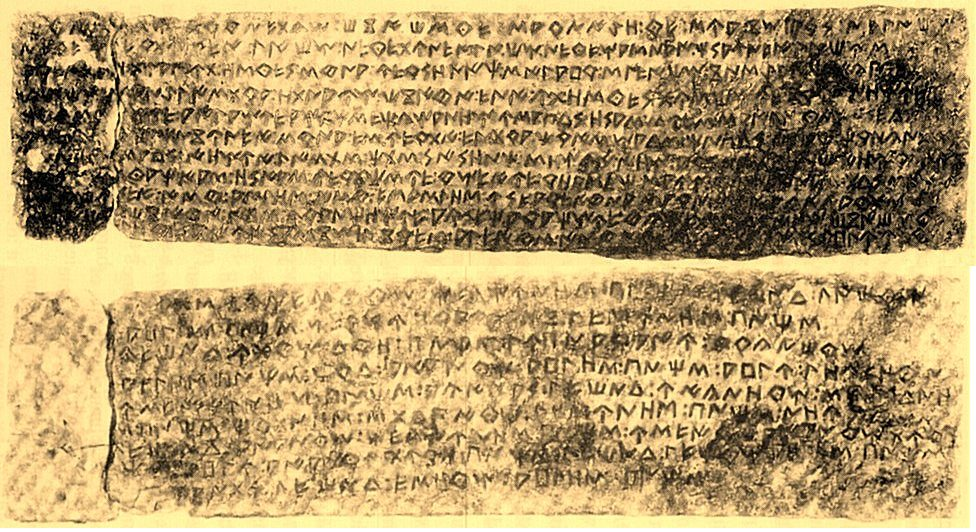
Табличка I из Боторриты (Сарагоса), кельтиберский язык.
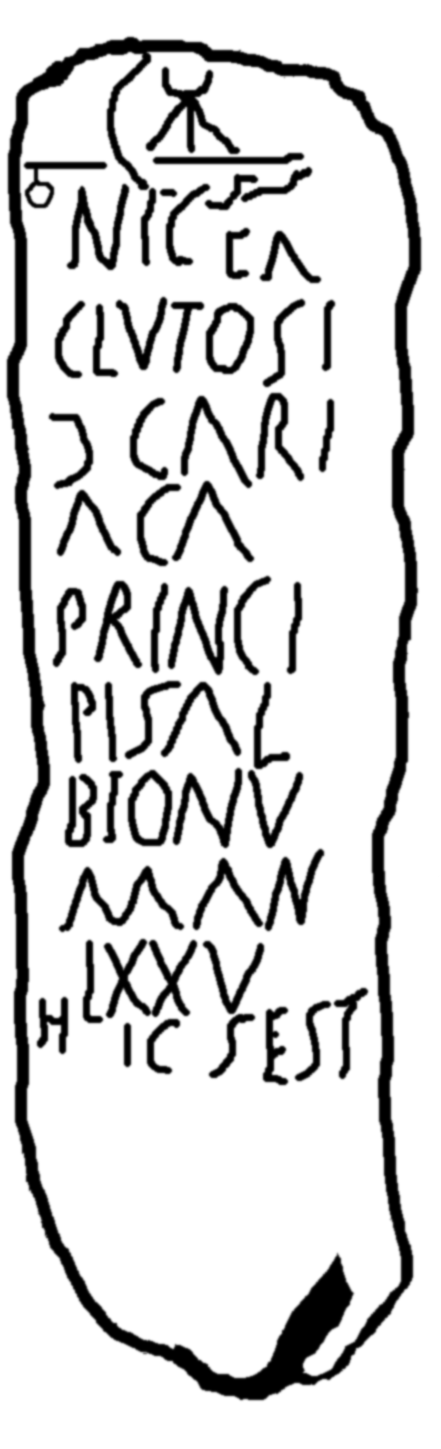
Латинская надпись с галлекскими элементами, стела из Nicer Clutosi.
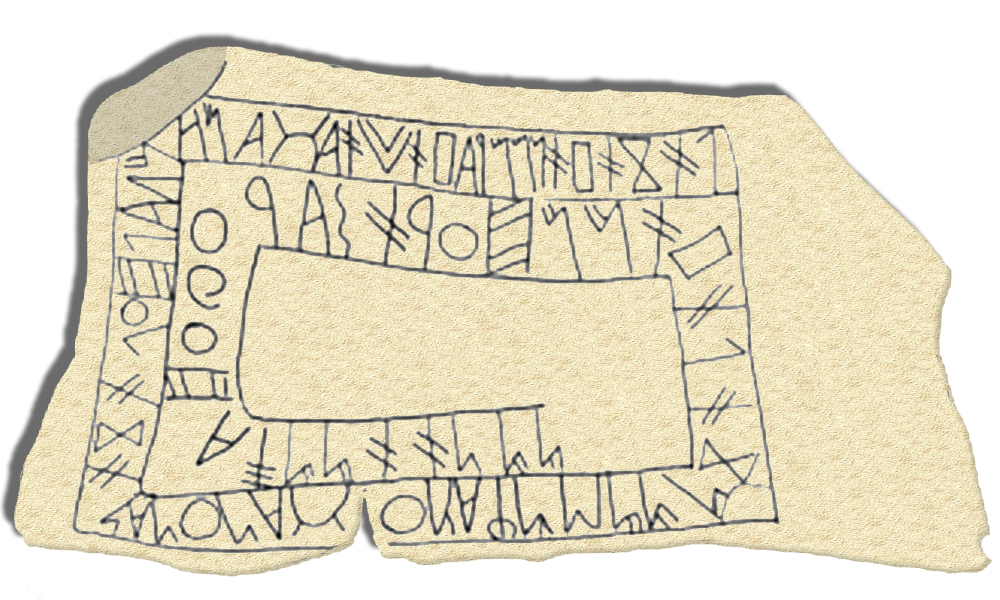
Надпись из Фонте-Вельи (Бенсафрим, (Лагуш)), тартессийский язык.